# Baja
Baja (nje. Baje, Frankenstadt) je grad u jugoistočnoj Mađarskoj.

## Zemljopis
Nalazi se na 46°11' sjeverne zemljopisne širine i 18°58' istočne zemljopisne dužine.
Zauzima površinu od 177,61 km2.

## Upravna organizacija
Upravno je sjedište istoimene mikroregije. Nalazi se u Bačko-kiškunskoj županiji.
Godine 1900. Baja je dobila status grada. 
Od 31. listopada 1930., u grad Baju je uključeno naselje Fancaga/Vancaga.
Danas su dijelom Baje ove četvrti: Fancaga (Vancaga, Ručka), Vodica, Peta, Pisak, Salaši, Jozsefváros, Belváros, Istvanmegye, Szentjanos, Kiscavoly, Livoda, Rokusvaros te nekadašnja sela Pandur, Kakonj, zatim Bostani, Gredina, Vranješ, Babin dol, Vrtljac i dr. Brojni su toponimi imali hrvatske oblike do 1918., a poslije su pomađareni. Istočno, izvan grada nalazi se naselje Popovica koje upravno pripada Baji.
U Baji se nalazi jedinica hrvatske manjinske samouprave.
Delegat Hrvatske državne samouprave u Mađarskoj za Baju ulazi kao predstavnik Bačke. U sastavu od ožujka 2007. je to Joso Ostrogonac. 2011. je predsjednica hrvatske državne samouprave Angela Šokac Marković.

## Prosvjeta i znanost
U Baji je Filozofski fakultet, na kojem su studirali poznati hrvatski znanstvenici, kao što su Grgur Čevapović, Miroljub Ante Evetović, a srednju školu su pohađali Ivan Petreš Čudomil, Fabijan Peštalić...
U Baji djeluje Općeprosvjetno središte Nijemaca u Mađarskoj.
Školovanje na hrvatskom jeziku za hrvatsku manjinu je organizirano kao i u Aljmašu, Dušnoku, Baćinu, Bikiću i Kaćmaru, tako da se hrvatski jezik predaje kao predmet i to 4 odnosno 5 sati tjedno, i to u nižim razredima (1. – 4.).

## Povijest
Nije poznato kad je utemljena, ali se zna da je da je starija od Subotice, a mlađa od Bača.
U rimsko se doba spominje castrum Petavium. Karlo Veliki podigao je tvrđavu Francovilla za obranu od mongolskih upada. Na području je Baje za vrijeme Avara ostalo tragova prstenova avarske izradbe.
Arhivski zapisi iz 1229. i 1260. spominje dušobrižnike u Baji koji su iz reda franjevaca, a podrijetlom iz Bosne i Dalmacije.
Hrvati koje u spisima naziva se Dalmatincima pojavili su se u onom kraju nakon mongolskih provala, a pretpostavlja se da ih je ondje nastanio kralj Bela IV. Prvotno je ondje postojala samo hrvatska župa koja je obuhvaćala Baju i okolna naselja, dok je druga hrvatska župa (opet u izvorima kao 'dalmatska') 1722. godine.
14. st. bilježi seobe iz Baje u Budim, Pečuh i Siget, a posljedica toga pojava je toponimijskih prezimena nastalih po imenu Baje "Bajac, Bajalija", obližnjeg Pandura ("Pandurac") Sentivana ("Sentivanac"), Segeta (Segetović) i Segedina (Segedinac).
Raspuštanjem Vojne krajine, graničari su izgubili svoje povlastice pa su se odselili u druge krajeve južnije.
1695. pronio se glas u osmanskim uspješnim pohodima, što je urodilo strahom od ponovne turske vlasti, pa se u Baju, onda najjače utvrđeni grad u Bačkoj, slio val doseljenika iz Subotice.
1696. pokrenuta je franjevačka pučka škola. 1699. je godine sklopljen je Karlovački mir i smireno je stanje na granici. Stabilizacija je bila kratkog roka, jer je 1703. izbio Rakoczijev ustanak i teror njegovih kuruca.
1790-ih je bila važnim trgovišnim mjestom, jer su se u to vrijeme u njoj sajmovi održavali triput godišnje, a bila je najpoznatijim tržištem žita. Bila je i važnim lučkim pristaništem. Prometnu je i gospodarsku ulogu gubila izgradnjom željezničke mreže po Ugarskoj, osobito kad je otvorena pruga Budimpešta – Subotica – Zemun. Premještanje prometa robe pogodilo je teretni promet ove luke, a potom je i pruga Baja – Subotica dala svoj obol.
1858. postala je kraljevom poveljom grad s pravom slobodne uprave u kojem se održavaju municipalne skupštine. Središnjih desetljeća 19. stoljeća glavni su društveni slojevi u Baji bili seljaštvo, koje je bilo većinsko, te manjinski trgovci, crkvena i svjetovna gospoda, dok je obrtnika bilo vrlo malo. U nekoliko navrata tijekom 18. i 19. stoljeća Baja je pretrpila zbog epidemija kuge i kolere, u dvama je velikim požarima 1819. i 1840. stradalo mnoštvo domova, razne zgrade i franjevački samostan, a susjedna Vancaga 1863.
Još u 18. i sve do uvođenja agresivne asimilatorske politike u 19. st., Hrvati su u Baji bili apsolutna većina, a to se promijenilo zbog snažne asimilacijske politike mađarskih vlasti i nepovoljnih međunarodnih okolnosti sredinom 19. st. i 20. st. Tako je primjerice 1883. ukinuta nastava na hrvatskom jeziku u bajskim školama.

## Kultura
Baja je poznata po svojoj ribi te se u Baji održava manifestacija Bajska fišijada.

## Promet
Od Baje prema ostatku Mađarske vodi željeznička prometnica.

## Stanovništvo
U Baji živi 37.462 stanovnika (stanje 2005.).
Apsolutnu većinu čine Mađari, 93,5%. Nijemci čine 2,7%, Hrvati 1,3%, Romi 0,5%, Srbi 0,4%, Slovaci 0,1%, a ostali 1,5% (Židovi i dr.).

### Hrvati u Baji
Bajski su Hrvati bili svojevremeno najznačajnija nacionalna zajednica u tom gradu, a vremenom je rastao broj Nijemaca i Srba.
Bunjevački Hrvati su se doselili na bajske prostore 1688. godine.
Oslobađanjem okolnih područja od turske vlasti, Mađari se u značajnom broju naseljavaju u ovim krajevima. Do tada, Hrvati su u starim dokumentima bili zapisani kao Dalmatinci (Natio Dalmatica). Vremenom su se asimilirali u Mađare.
Dio je Hrvata otišao u Kraljevinu SHS nakon raspada Austro-Ugarske, odnosno nakon što je granica povučena u neposrednom susjedstvu. Godine 1881. Ivan Mihalović je u Baji objavio gramatiku hrvatskog jezika.
Za mađarizaciju Hrvata kriva je agresivna asimilatorska politika Ugarske države koja je 1883. ukinula nastavu na hrvatskom u bajskim školama, a i ugarskih crkvenih vlasti, koje su tome pridonijeli "jer ne treba uvoditi ukinuti jezik pošto dio Bunjevaca ... razumije mađarski". Mijo Mandić pokrenuo je godinu poslije list Neven. Krivnju za mađarizaciju snose i vojvođanski Srbi iz onih vremena, jer su krivo poistovjećivali vjeru i naciju, pa su bunjevačke Hrvate uvrštavali među katoličke Mađare. (Živko Mandić) Tih su desetljeća kao dio hrvatskih preporodnih kretanja mjesni Hrvati osnovali Obrtničku čitaonicu i Gospodarsko društvo.
U Baji su kapelanima bili Ivan Evetović i Lajčo Budanović.Kad je Lajčo Budanović bio župnikom u Baji, ondje je osnovana 1910. Bajska kršćanska čitaonica. Filozofiju su predavali Luka Čilić, Jeronim Lipovčević, predavač je bio i Ante Miroljub Evetović. Gvardijan je bio Luka Karagić, a nesuđeni je gvardijan bio Nikola Kesić.
Od hrvatskih književnika, u Baji su djelovali Mišo Jelić, Grgur Peštalić i ostali.
U Baji se rodio mađarski povjesničar Dinko Šokčević i franjevački predavač Petar Lipovac i Luka Čilić, Luka Matošević. Djetinjstvo je u Baji proveo Mladen Barbarić.
U Baji je izlazio hrvatski časopis i dnevnik Neven, kojeg je pokrenuo Mijo Mandić.
U Baji se održava kulturna manifestacija bajskih Hrvata koja se zove Veliko prelo bačkih Hrvata. Pored te, u Baji se održava još jedna manifestacija na hrvatskom jeziku, a održava se u Gradskoj knjižnici i općeprosvjetnom središtu "Endre Ady": Hrvatska (bunjevačka) večer.

## Poznate osobe
- Luka Čilić, hrv. pisac iz Mađarske
- Ivan Evetović
- Lajčo Budanović
- Jeronim Lipovčević
- Ante Miroljub Evetović
- Luka Karagić
- Nikola Kesić
- Mišo Jelić
- Grgo Peštalić
- Dinko Šokčević
- Petar Lipovac
- Luka Matošević
- Mladen Barbarić
- Mijo Mandić
- Ivan Mihalović

## Gradovi prijatelji
- Argentan, Francuska
- Sombor, Srbija
- Waiblingen, Njemačka
- Vašarelj, Mađarska
- Târgu Mureş, Rumunjska
- Sângeorgiu de Pădure, Rumunjska
- Thisted, Danska
- Labin, Hrvatska (sporazum o suradnji iz 2006.)[20]

## Šport
Od 2012. održava se Ultramaraton Baja – Sombor.

## Vanjske poveznice
- Baja Város Honlapja – Főoldal Službene stranice grada Baje